# Wesley Charles
Wesley Matthew Charles (ur. 12 grudnia 1975 w Brighton) – piłkarz z Saint Vincent i Grenadyn występujący na pozycji obrońcy oraz trener.
W swojej karierze rozegrał 168 spotkań i zdobył 5 bramek w League of Ireland Premier Division. Zadebiutował w tej lidze jako zawodnik Sligo Rovers, 15 listopada 1998 w przegranym 0:2 meczu z Derry City.
W latach 1995–2012 występował w reprezentacji Saint Vincent i Grenadyn.

## Statystyki ligowe
| Rozgrywki                           | Kraj     | Poziom | Klub                                                        | Mecze | Gole |
| ----------------------------------- | -------- | ------ | ----------------------------------------------------------- | ----- | ---- |
| League of Ireland Premier Division  | Irlandia | I      | Sligo Rovers, Bray Wanderers, Galway United                 | 168   | 5    |
| League of Ireland First Division    | Irlandia | II     | Sligo Rovers, Bray Wanderers, Galway United, Salthill Devon | 86    | 6    |
| USL First Division                  | Kanada   | II     | Vancouver Whitecaps                                         | 25    | 0    |
| USSF Division 2 Professional League | Kanada   | II     | Montreal Impact                                             | 8     | 0    |
| Priemjer-Liga                       | Rosja    | I      | FK Rostów                                                   | 0     | 0    |